# Томахоук (ракета)
„Томахоук“ ([’tɒmə‚hɔ:k] ориг. произн. „То́махок“ на английски: Tomahawk – по името на едноименната бойна брадвичка на северноамериканските индианци) са семейство американски многоцелеви високоточни дозвукови крилати ракети (КР) с голям обсег на действие със стратегическо и тактическо предназначение и подводно, надводно, сухопътно и въздушно базиране. Нейният полет е на пределно малка височина, по релефа на местността. Намира се на въоръжение на корабите и подводниците на ВМС на САЩ, използва се във всички значителни военни конфликти с участието на САЩ от момента на приемането ѝ на въоръжение през 1983 г. Ориентировъчната стойност на ракетата през 2014 финансова година съставлява 1,45 млн. долара.

## Предназначение
„Томахоук“ е функционално средство за решаване на широк спектър бойни задачи и вместо щатната си бойна част, ядрена или конвенционална, ракетата може да изпълнява функцията на носител на касетъчни боеприпаси за поразяване на групови съсредоточени цели (например, самолети на летище, стоянка на техника или палатъчен лагер), или да носи разузнавателна апаратура и изпълнява функциите на безпилотен разузнавателен самолет за фото- и видеоснимки на местността, или оперативно да достави на отдалечено разстояние някакъв полезен товар (боеприпаси, снаряжение) с приземяване чрез парашут за силите от авангарда в ситуации, когато доставката на товар с пилотирани летателни апарати е невъзможна или проблематична (климатични условия, противодействие от средствата на ПВО на противника и др.). Далечината на полета на ракетата се увеличава по два начина, първо, за сметка на намаляване на стартовата маса (полезното натоварване), и второ, за сметка на увеличаване на височината на полета на ракетата на маршевия участък от траекторията (до влизането в зоната на активно противодействие на средствата на ПВО на противника).

## Предистория
След Втората световна война свои програми за разработка на крилати ракети водят, с различен успех, Съветския съюз и Съединените американски щати. По това време, когато в САЩ, с приемането на въоръжение на балистичните ракети за подводници „Поларис“ и межконтиненталните балистични ракети с наземно базиране „Атлас“, „Титан“ и с шахтено базиране „Минитмън“ проектите за разработка на стратегически крилати ракети за флота от ново поколение са прекратени, в резултат на което се образува дупка в сегмента на оперативно-тактическите въоръжения на флота.
В СССР указаните проекти продължават и достигат впечатляващи резултати. Това, на свой ред, води до това, че през 1972 г., впечатлени от съветските успехи, САЩ възобновяват програмите за разработка на собствени КР (съветските аналози са ПКР „Термит-М“, „Метель“ и „Базалт“).
При това, във връзка с достиженията на научно-техническия прогрес в областта на електрониката и аеродинамиката, проектите за новите американски КР са значително по-малки по своите размери и маса, отколкото техните предшественици от края на 1950-те – началото на 1960-те години.

## История
През 1971 г. ръководството на Военноморските сили на САЩ инициира работи по изучаване на възможността за създаване на стратегическа КР с подводно изстрелване. В началната фаза на работите се разглеждат два варианта на КР:
- Първият вариант предвижда разработката на тежка КР с подводен старт и голяма далечина на полета – до 3000 морски мили (~5500 км) и поставянето на ракетите на борда на петте ПЛАРБ от типа „Джордж Вашингтон“ и петте от типа „Итън Алън“ в пусковите установки за БРПБ UGM-27 „Поларис“ с (диаметър 55 дюйма), свалящи се от въоръжение. Така ПЛАРБ стават носители на стратегически крилати ракети ПЛАРК.
- Вторият вариант предполага разработката на по-лека КР за 533-мм торпедни апарати на подводниците с далечина на полета до 2500 км.

На 2 юни 1972 г. е избран по-лекият вариант, а през ноември на същата година на промишлеността са дадени договори за разработката на SLCM (на английски: Submarine-Launched Cruise Missile) – крилата ракета с подводно базиране. По-късно, от офицерите на флота, куриращи проекта, тя получава своето словесно наименование „Томахоук“.
През януари 1974 г. двата най-перспективни проекта са взети за участие в конкурсни демонстрационни пускове, а през 1975 г. на проектите на фирмите „Дженерал динамикс“ и „Линг-Темко-Воут“ са присвоени обозначенията ZBGM-109A и ZBGM-110A, съответно (префиксът „Z“ в обозначението се явява статусен, и в системата на обозначенията на МО на САЩ се използва за обозначаването на системи, съществуващи „на хартия“, т.е., в ранен стадий на разработка). Докато „Дженерал динамикс“ се концентрира в хидродинамични изпитателни пускове на ракетата от подводница за отработка на последователността на излизането на ракетата от дълбочината на повърхността на водата (на този етап е осъществен един „сух“ пуск, когато ракетата напуска пусковата шахта, избутвана нагоре от сгъстен въздух, и осем „мокри“ пуска с предварително запълване на шахтата с вода), „Линг-Темко-Воут“ своевременно е провела аналогични изпитания по-рано и вече е пристъпила към работа над интеграцията на двигателя с корпуса на ракетата и с усъвършенстването на аеродинамичните характеристики на техния опитен прототип.
През февруари 1976 г. първият опит за пуск от торпеден апарат (ТА) на прототипа YBGM-110A (префикс „Y“ в обозначението) завършва неуспешно заради неизправност на ТА. Втория опит не е успешен поради неразтваряне на конзолите на крилата. През март 1976 г., учитвайки двата безупречни пуска на прототипа YBGM-109A и неговата по-малко рискована конструкция, ВМС на САЩ обявяват за победител в конкурса по програмата SLCM ракетата BGM-109, а работите по проекта BGM-110 са прекратени.
През този период ръководството на ВМФ решава, че SLCM трябва да бъде приета на въоръжение и при надводните кораби, за това значението на акронима SLCM е изменено на английски: Sea-Launched Cruise Missile – крилата ракета с морско базиране (КРМБ). Полетните изпитания на YBGM-109A, включая релефометричната система за корекция TERCOM („Терком“, на английски: Terrain Contour Matching, която на свой ред се явява модифициран вариант на аналогичните навигационни системи при самолетите), продължават в течение на няколко години. Подготовката на триизмерните карти на местността за програмно-апаратните комплекси на навигационната апаратура на ракетите са дело на Военното картографско агентство на Министерството на отбраната. Системата TERCOM осигурява на ракетата полет под радиолокационния хоризонт, позволявайки да се лети на свръхмалка височина, точно над върховете на дърветата или покривите на зданията, усложнявайки задачата на противника със своя зигзагообразен маршрут на полета. За по-голямо повишаване на точността на нанасяните удари релефометричната система е допълнена с цифров корелатор (digital scene-matching area correlator), за да може, по думите на разработчиците, да се удря с точност до пощенския адрес и да се атакува целта „през парадната врата“.
От 1976 г. програмата работи над авиационния „Томахоук“ (TALCM) се курира съвместно от ВМС и ВВС, които също се включват в програмата с разработката на собствена крилата ракета с въздушно базиране (на английски: Air-Launched Cruise Missile) с цел да бъде въоръжение на стратегическата бомбардировъчна авиация. Като главен конкурент на „Дженерал динемикс“ в класа „въздух—повърхност“ застава компанията „Боинг“ със своята AGM-86 ALCM, най-интензивната фаза на изпитанията са през пролетта—лятото и продължават до края на 1976 г. (което е нехарактерно за проектите за ракетно оръжие в САЩ, като правило, интензификацията на пусковете нараства не през първата година, а според степеннта на приближаване на контролните изпитания). Съвместните изпитания с AGM-86A преминават по програмата на Командването на стратегическата авиация на САЩ. Тогава, през 1976 г., сухопътният вариант на „Томахоук“ (GLCM) е признат за удовлетворяващ изискванията на ВВС.
През януари 1977 г. администрацията на президента Джими Картър инициира програма, наречена JCMP (на английски: Joint Cruise Missile Project – Проект за обща крилата ракета), която предписва на ВВС и ВМС да водят разработката на техните крилати ракети на обща технологична база. Едно от следствията от реализацията на програмата JCMP става това, че последващо развитие получава само един тип маршев двигател (двуконтурния турбореактивен двигател Williams F107 на ракетата AGM-86) и системата за корекция по релефа на местността TERCOM (McDonnell Douglas AN/DPW-23 на ракетата BGM-109). Още едно следствие става прекратяването на работите по практически готовата за пускане в производство на базовата модификация на КР AGM-86A и провеждането на конкурсни полетни изпитания за ролята на основна крилата ракета с въздушно базиране между удължения вариант на AGM-86 с увеличена до 2400 км далечина, обозначена, като ERV ALCM (на английски: Extended Range Vehicle, по-късно става AGM-86B) и AGM-109 (модификация на YBGM-109A с въздушно базиране). След проведените в периода между юли 1979 и февруари 1980 г. полетни изпитания AGM-86B е обявена за победител в конкурса, а разработката на AGM-109 с въздушно базиране е спряна.
Морският вариант, BGM-109, по това време продължава да се развива. През март 1980 г. е първото надводно полетно изпитание на серийната ракета BGM-109A Tomahawk от борда на разрушителя от типа „Спрюенс“ (USS Merrill (DD-976)), а през юни същата година е изпълнен успешният пуск на серийния „Томахоук“ от подводната лодка USS Guitarro (SSN-665) от типа „Стърджън“. Това е първото в света изстрелване на стратегическа КР от борда на подводна лодка. За въоръжаването с „Томахоук“ на надводните кораби, на ракетата и предстои да се сработи с другите бойни средства на кораба, за което е необходима нова система за управление на бордовото въоръжение, аналогична на вече наличната на корабите, носещи ракетите „Харпун“.
Полетните изпитания на КРМБ Tomahawk продължават в течение на шест години, контролните изпитания са в течение на три години, за това време са произведени над 100 пуска, като резултат, през март 1983 г. е обявено за достигането на ракетата в експлоатационна готовност и са дадени препоръки за приемането ѝ на въоръжение.
Първите модификации на тези ракети, известни като Tomahawk Block I, са стратегическата BGM-109A TLAM-N (на английски: Tomahawk Land-Attack Missile – Nuclear) с термоядрена бойна част (аналогична на използваната в AGM-86B и AGM-69B) и противокорабната BGM-109B TASM (на английски: Tomahawk Anti-Ship Missile) с обикновена бойна част. Първоначално модификациите на КР за различните типове среда на изстрелване се обозначават с присвояването на цифров суфикс, така, индексите BGM-109A-1 и −109B-1 обозначават ракети с надводен пуск, а BGM-109A-2 и −109B-2 – подводен. Обаче, през 1986 г. вместо цифровия суфикс за обозначаването на средата на пуск в качеството на първата литера от индекса („B“ – обозначаващ множественост на среди на пускане) започва да се използват литерите „R“ за КР за надводни кораби и „U“ – за КР за подводни лодки.
Оценъчната стойност на една ракета на стадиите разработка и изпитания се колебае нагоре или надолу от половин милион долара, в зависимост от обема на поръчката: $560,5 хил. (1973), $443 хил. (1976), $689 хил. (1977).
Стойността на един пуск на КР „Томахоук“ през март 2011 г. съставлява около 1,5 млн. долара.

### Изпитания
Започвайки от 1976 г. всички точки от програмата НИОКР се изпълняват по-рано от календарния план. Изходната програма за изпитания предвижда 101 пуска на ракети, носещи РЛГСН на ПКР „Харпун“ и самолетната навигационна система TERCOM от началото на 1977 до края на 1979 г. (от тях 53 пуска за техническа оценка на полетните характеристики, 10 пуска на ракети с ядрена бойна част по програма на Администрацията за енергийни изследвания и разработки, 38 пуска за оценка на бойните възможности в условията на различни изходни тактически ситуации). Опитните пускове за оценка на забележимостта от земята на силуета на прелитащата ракета по визуален и инструментален начин, а също и за оставяната от нея топлинна следа (с помощта на специална инфрачервена засичаща апаратура) се провеждат на полигона „Уайт Сендс“. Освен това, програмата за изпитания включва опитни изстрелвания на полигона на авиобазата „Хил“ в щата Юта. Контролните измервания на ефективната отразяваща площ на масо-габаритни макети на ракетите на LTV и General Dynamics са извършени в установката за определяне на радиолокационните сечения на летателни апарати на авиобазата „Холоман“ (в щата Ню Мексико). Устойчивостта на бордовата електроника и другите системи на ракетата към въздействия от електромагнитното излъчване на ядрен взрив се измерва в лабораториите на корпорацията IRT в Сан Диего, щата Калифорния.
Независимо от интензивността и високата продуктивност на работите в началния етап (в хода на опитните пускове през 1976 г. системата за насочване показва резултати три пъти над очакваните, полетите на ракетите на свръхмалки височини надминават изискванията за минимална височина), програмата на изпитанията се проточва по време в сравнение с първоначалния план и в крайна сметка, от началото на изпитанията до средата на 1982 г. са изпълнени 89 пуска. За икономия на средства, опитните прототипи на ракетата вместо бойна част носят парашутна система, задействана при завършване на изпълняваната от ракетата полетна задача (или по команда от пункта за управление на изпитанията) за осигуряване на целостта на вградената телеметрична апаратура и последващо изучаване на обстоятелствата на всеки един опитен пуск. В хода на 20 първи изстрелвания 17 ракети са успешно намерени.
| Описание на пусковете по програмата на полетните изпитания | Описание на пусковете по програмата на полетните изпитания | Описание на пусковете по програмата на полетните изпитания | Описание на пусковете по програмата на полетните изпитания | Описание на пусковете по програмата на полетните изпитания | Описание на пусковете по програмата на полетните изпитания | Описание на пусковете по програмата на полетните изпитания |
| № на пуска | дата и време                                               | № на ракетата                                              | тип на ПУ                                                  | тип на ракетата                                            | забележка | резултат                                                   |
| --- | ---------------------------------------------------------- | ---------------------------------------------------------- | ---------------------------------------------------------- | ---------------------------------------------------------- | --- | ---------------------------------------------------------- |
| 1 | 13 февруари 1976                                           | T4:1                                                       | ТА                                                         | планер                                                     | Свободно планиране | успешен                                                    |
| 2 | 15 февруари 1976                                           | T6:1                                                       | ТА                                                         | планер                                                     | Свободно планиране | успешен                                                    |
| 3 | 28 март 1976                                               | T7:1                                                       | Самолет Grumman A-6 Intruder                               | планер                                                     | Интеграция на ДУ и СУ с ракетата. 1-во полетно изпитание с маршевата ДУ | успешен                                                    |
| 4 | 26 април 1976                                              | T8:1                                                       | A-6                                                        | планер                                                     | Устойчивост при флатер и управление | успешен                                                    |
| 5 | 16 май 1976                                                | T8:2                                                       | A-6                                                        | планер                                                     | Разширяване на режимите на полета | успешен                                                    |
| 6 | 5 юни 1976                                                 | T9:1                                                       | A-6                                                        | РПНЦ                                                       | Интеграция на СУ и ДУ с ракетата. 1-ви полет от СУ с корекция TERCOM | успешен                                                    |
| 7 | 11 юни 1976                                                | T8:3                                                       | A-6                                                        | планер                                                     | Разширяване на режимите на полета | авариен                                                    |
| 8 | 16 юли 1976                                                | T9:2                                                       | A-6                                                        | РПНЦ                                                       | Отработка на системата за навигация, TERCOM, 1-ви полет с демонстрация на полет по релефа | успешен                                                    |
| 9 | 30 юли 1976                                                | T9:3                                                       | A-6                                                        | РПНЦ                                                       | Отработка на системата за навигация, TERCOM, полет по релефа | авариен                                                    |
| 10 | 8 август 1976                                              | T8:4                                                       | A-6                                                        | планер                                                     | Определяне на индикаторната въздушна скорост; отработка на нисковисочинен полет | успешен                                                    |
| 11 | 27 август 1976                                             | T10:1                                                      | A-6                                                        | РПНЦ                                                       | Нарастване на полетните характеристики | успешен                                                    |
| 12 | 1 септември 1976                                           | T8:5                                                       | A-6                                                        | планер                                                     | Отработка на маньовъра на финалния участък, разширяване на полетните режими | успешен                                                    |
| 13A | 28 септември 1976                                          | T10:2                                                      | A-6                                                        | РПНЦ                                                       | 1-ва демонстрация на възможностите за поразяване на наземна цел | успешен                                                    |
| 13B | 30 септември 1976                                          | T10:2                                                      | A-6                                                        | РПНЦ                                                       | 1-ва демонстрация на възможностите за поразяване на наземна цел | успешен                                                    |
| 14 | 14 октомври 1976                                           | T11:1                                                      | A-6                                                        | планер                                                     | Нарастване на полетните характеристики | успешен                                                    |
| 15 | 15 ноември 1976                                            | T11:2                                                      | A-6                                                        | планер                                                     | Нарастване на полетните характеристики | авариен                                                    |
| 16 | 7 декември 1976                                            | T12:1                                                      | A-6                                                        | ПКР                                                        | 1-ва демонстрация на отвъдхоризонтно търсене и захват на надводна цел | успешен                                                    |
| 17 | 29 януари 1977                                             | T10:3                                                      | Самолет                                                    | РПНЦ                                                       | 1-во полетно изпитание на SMAC – системата за корекция по изображението на местността, за намаляване на КВО | успешен                                                    |
| 18 | 11 февруари 1977                                           | T12:2                                                      | Самолет                                                    | ПКР                                                        | Отработка на отвъдхоризонтното търсене и захват на целта | успешен                                                    |
| 19 | 24 февруари 1977                                           | T5:1                                                       | Наземна ПУ                                                 | планер                                                     | 1-ви пуск от контейнера, 1-ви пуск от мобилна наземна ПУ, отработка на преминаването от стартова към маршева ДУ | успешен                                                    |
| 20 | 19 март 1977                                               | T10:4                                                      | Самолет                                                    | РПНЦ                                                       | Свободен полет по наземен маршрут, отработка на SMAC | успешен                                                    |
| 21 | 12 април 1977                                              | T12:3                                                      | Самолет                                                    | ПКР                                                        | Отработка на проекта за захоризонтно радиолокационно насочване „Outlaw Shark“ чрез ПЛ-посредник, разширяване на режимите на полета | успешен                                                    |
| XXX | 9 юни 1977                                                 | T6:4                                                       | ТА                                                         | ПКР                                                        | Оценка на възможностите за полет в противоположно направление | успешен                                                    |
| 22 | 20 юни 1977                                                | T3:1                                                       | ТА                                                         | ПКР                                                        | Отработка на излизането от водата и преход на маршев двигател, подготовителен за първия подводен пуск | авариен                                                    |
| 23 | 7 януари 1978                                              | T10:5                                                      | Самолет                                                    | РПНЦ                                                       | 1-во полетно изпитание в рамкаите на оценката за живучест от средствата за ПВО, оценка на системата „свой-чужд“ | успешен                                                    |
| 24 | 2 февруари 1978                                            | T4:2                                                       | USS Barb (SSN-596)                                         | РПНЦ                                                       | 1-ви пуск от ПЛ, от перископна дълбочина | успешен                                                    |
| 25 | 2 февруари 1978                                            | T14:1                                                      | USS Barb                                                   | ПКР                                                        | пуск от перископна дълбочина | частично успешен                                           |
| 26 | 16 март 1978                                               | T11:3                                                      | Самолет                                                    | РПНЦ                                                       | нисковисочинен пуск, полет по предварително подготвено полетно задание, оценка на живучестта (от средствата за ПВО) | успешен                                                    |
| 27 | 18 април 1978                                              | T11:4                                                      | Самолет                                                    | РПНЦ                                                       | оценка на живучестта (от средствата за ПВО) | успешен                                                    |
| 28 | 24 април 1978                                              | T4:3                                                       | Наземна ПУ                                                 | РПНЦ                                                       | 2-ри наземен пуск; отработка на мобилната ПУ, стартовата ДУ, СУ, оценка на полетните данни | успешен                                                    |
| 29 | 26 май 1978                                                | T10:6                                                      | Самолет                                                    | РПНЦ                                                       | 1-ва демонстрация на TAAM: оценка на отделянето на бойните елементи на касетната БЧ, поразяване на писта за излитане и кацане; корекция от DSMAC | успешен                                                    |
| 30 | 21 юни 1978                                                | T11:5                                                      | Самолет                                                    | РПНЦ                                                       | Полет по предварително подготвено полетно задание, оценка на живучестта (от средствата за ПВО), попътно се проверяват бойните възможности по захват и съпровождение на крилатата ракета от земята с радиолокационните станции за насочване на ЗРК Hawk и Roland, ИК ГСН на ЗУР Chaparral, Stinger и Redeye | успешен                                                    |
| 31 | 25 юли 1978                                                | T13:1                                                      | ПЛ                                                         | ПКР                                                        | Оценка на траекторията при отвъдхоризонтно насочване | авариен                                                    |
| 32 | 25 юли 1978                                                | T18:1                                                      | ПЛ                                                         | ПКР                                                        | Оценка на траекторията при отвъдхоризонтно насочване | авариен                                                    |
| 33 | 28 юли 1978                                                | T11:6                                                      | Самолет                                                    | наземна цел                                                | Полет по предварително подговено полетно задание, отработка на полета по релефа, оценка на живучестта | успешен                                                    |
| 34 | 14 септември 1978                                          | T4:4                                                       | Подвижен стенд                                             | РПНЦ                                                       | Отработка на надводен пуск от динамична платформа (т. нар. „люлеещ се стенд“), оценка на живучестта | авариен                                                    |
| 35 | 30 октомври 1978                                           | T11:7                                                      | Самолет                                                    | РПНЦ                                                       | Полет по предварително подговено полетно задание, отработка на полета по релефа, оценка на живучестта | частично успешен                                           |
| 36 | 13 декември 1978                                           | T11:8                                                      | Самолет                                                    | РПНЦ                                                       | Полет по предварително подговено полетно задание, отработка на полета по релефа, оценка на живучестта | успешен                                                    |
| 37 | 29 януари 1979                                             | T20:1                                                      | Наземна ПУ                                                 | ПКР                                                        | Оценка на системите уплътнения, пиротехническата система, изстрелването на ДУ и прехода към маршевата | успешен                                                    |
| 38 | 14 февруари 1979                                           | T18:2                                                      | ПЛ                                                         | ПКР                                                        | Отработка на подводен пуск на зададена дълбочина и скорост: оценка на системите уплътнения, пиротехническата система, изстрелването на ДУ и прехода към маршевата | успешен                                                    |
| 39 | 22 февруари 1979                                           | T24:1                                                      | ПЛ                                                         | ПКР                                                        | Оценка на TASM на дълбочина, оценка на системата за изравняване на наляганията | успешен                                                    |
| 40 | 13 април 1979                                              | T20:2                                                      | Наземна ПУ                                                 | ПКР                                                        | 1-во изпитание на ПКР със системата за пасивна локация PI/DE; контрол на качеството на изстрелване на ДУ, оценка на полета с контрол на качеството на ДУ | успешен                                                    |
| 41 | 21 април 1979                                              | T11:9                                                      | Самолет                                                    | РПНЦ                                                       | Проверка на новата система TERCOM/карти на финалния участък. Оценка на живучест | авариен                                                    |
| 42 | 7 юни 1979                                                 | T10:7                                                      | Самолет                                                    | РПНЦ                                                       | Проверка на новата система TERCOM/карти на финалния участък. Оценка на живучест | авариен                                                    |
| 43 | 28 юни 1979                                                | T18:3                                                      | ПЛ                                                         | ПКР                                                        | Задхоризонтно насочване в реално време, 1-ви пуск с използване на СУО Mk117, оценка на живучестта | успешен                                                    |
| 44 | 17 юли 1979                                                | AL2:1                                                      | Самолет                                                    | РПНЦ                                                       | 1-ви пуск от въртяща се ПУ. Отработка на модифицираната (Case I) навигационна система. | успешен                                                    |
| 45 | 19 юли 1979                                                | T24:2                                                      | ПЛ                                                         | ПКР                                                        | Отработка на АРЛГСН в режимите на търсене PL2 и на пасивно засичане PI/DE | успешен                                                    |
| 46 | 1 август 1979                                              | AL1:1                                                      | Самолет                                                    | РПНЦ                                                       | Отработка на навигационната система | няма данни                                                 |
| 47 | 8 август 1979                                              | T17:1                                                      | ПЛ                                                         | РПНЦ                                                       | Интеграция на средствата на Департамента по енергетика (специална БЧ или станция за смущения). Демонстрация на атака по наземна цел; обновление на TERCOM; пробив на ПВО | авариен                                                    |
| 48 | 9 август 1979                                              | T20:3                                                      | ПЛ                                                         | ПКР                                                        | Оценка на СУО Mk117; отработка на АРЛГСН в режимите на търсене PL2 и пасивно засичане PI/DE, захоризонтно насочване; оценка на живучестта | авариен                                                    |
| 49 | 9 септември 1979                                           | T24:3                                                      | Самолет                                                    |                                                            | 1-ви пуск на AGM-109 от пилон на B-52 | няма данни                                                 |
| 50 | (13) 14 септември 1979                                     | T18:4                                                      | Наземна ПУ                                                 | ПКР                                                        | 1-ви вертикален пуск; използване на режима SWT АРЛГСН | успешен                                                    |
| 51 | 29 септември 1979                                          | AL4:1                                                      | Самолет                                                    | РПНЦ                                                       | Оценка на полетните характеристики | няма данни                                                 |
| 52 | 27 октомври 1979                                           | AL2:2                                                      | Самолет                                                    | РПНЦ                                                       | Попадение в целта | няма данни                                                 |
| 53 | 7 ноември 1979                                             | T17:2                                                      | ПЛ                                                         | РПНЦ                                                       | Проверка на предавателя на S-диапазон (Департамент по енергетика, спец. БЧ или станция за смущения). Отработка на атака по наземна цел; сбор на данни по условията на работа на бойната част; | успешен                                                    |
| 54 | 15 ноември 1979                                            | AL6:1                                                      | Самолет                                                    | РПНЦ                                                       | Пуск на голяма височина и скорост на полет на носителя | няма данни                                                 |
| 55 | 6 декември 1979                                            | AL1:2                                                      | Самолет                                                    | РПНЦ                                                       | Оценка на полетните характеристики | няма данни                                                 |
| 56 | 27 декември 1979                                           | AL4:2                                                      | Самолет                                                    | РПНЦ                                                       | Пуск на малка височина на полет на носителя, оценка на полетните характеристики | няма данни                                                 |
| 57 | 24 януари 1980                                             | AL7:1                                                      | Самолет                                                    | РПНЦ                                                       | Пуск на голяма височина и скорост на полет на носителя, попадение в целта | няма данни                                                 |
| 58 | 8 февруари 1980                                            | AL5:1                                                      | Самолет                                                    | РПНЦ                                                       | Пуск по план на Стратегическото авиационно командване, оценка на полетните характеристики | няма данни                                                 |
| 59 | 13 март 1980                                               | T19:1                                                      | Наземна ПУ                                                 | ПКР                                                        | 1-ви пуск от наклонената четворна ПУ Mk143 ABL за надводни кораби; използване на режима SWT АРЛГСН | успешен                                                    |
| 60 | 19 март 1980                                               | T27:1                                                      | USS Merrill (DD-976)                                       | ПКР                                                        | 1-ви пуск от надводен кораб; демонстрация на взаимодействието „кораб/интегрирана система за управление на оръжието/ПУ Mk143 ABL“ | частично успешен                                           |
| 61 | 16 май 1980                                                | T16:1                                                      | Наземна ПУ                                                 | РПНЦ                                                       | 1-ви пуск по програмата GLCM от мобилна ПУ TEL; отработка на специалната БЧ W84 | успешен                                                    |
| 62 | 6 юни 1980                                                 | T20:4                                                      | ПЛ USS Guitarro                                            | ПКР                                                        | Отработка на модифицираната СУО Mk117 Mod (6T) и задхоризонтното насочване | успешен                                                    |
| 63 | 8 юли 1980                                                 | T24:4                                                      | ПЛ                                                         | ПКР                                                        | Максимална дълбочина и скорост на ПЛ; отработка на процеса за подготовка на траекторията за управляем полет | авариен                                                    |
| 64 | 16 август 1980                                             | T15:1                                                      | Самолет                                                    | РПНЦ                                                       | Демонстрация на характеристиките на DSMAC Block I и СУ Block III | авариен                                                    |
| 65 | 26 ноември 1980                                            | T16:2                                                      | Наземна ПУ                                                 | РПНЦ                                                       | 1-ви пуск от прототипа на вертикална ПУ VLS (наземен) | успешен                                                    |
| 66 | 16 декември 1980                                           | T27:2                                                      | ПЛ                                                         | ПКР                                                        | Максимална дълбочина и скорост на ПЛ; отработка на процеса на подготовка на полетното задание | авариен                                                    |
| 67 | 15 януари 1981                                             | T42:1                                                      | ПЛ                                                         | ПКР                                                        | Демонстрация на характеристиките на ракетата в режим на насочване на ГСН PL2, 1-во реално поразяване на целта | успешен                                                    |
| 68 | 21 януари 1981                                             | T28:1                                                      | ПЛ                                                         | ПКР                                                        | Демонстрация на характеристиките на ракетата в режим на насочване на ГСН BOL („пуск само по пеленг“ – ГСН се включва веднага след пуска) | успешен                                                    |
| 69 | 23 януари 1981                                             | T43:1                                                      | ПЛ                                                         | ПКР                                                        | Демонстрация на характеристиките на ракетата в режим на насочване на ГСН PL4 | успешен                                                    |
| 70 | 15 февруари 1981                                           | T17:3                                                      | ПЛ                                                         | РПНЦ                                                       | 1-ва атака по наземна цел от напълно щатна ракета с обикновено снаряжение; оценка на системата DSMAC Block 1 | успешен                                                    |
| 71 | 20 март 1981                                               | T40:1                                                      | ПЛ                                                         | ПКР                                                        | Демонстрация на характеристиките на ракетата в режим на насочване на ГСН PL3 | успешен                                                    |
| 72 | 28 март 1981                                               | T50:1                                                      | ПЛ                                                         | РПНЦ                                                       | 1-ви подводен пуск на ракета с обикновено снаряжение, по наземна цел; демонстрация на подаването на корекции от системите TERCOM и DSMAC | успешен                                                    |
| 73 | 10 юли 1981                                                | T51:1                                                      | ПЛ                                                         | РПНЦ                                                       | 1-во поразяване на реална наземна цел; демонстрация на системата за планиране на ракетните удари | успешен                                                    |
| 74 | 30 юли 1981                                                | T50:2                                                      | ПЛ                                                         | РПНЦ                                                       | Оценка на ракетата с обикновено снаряжение | успешен                                                    |
| 75 | 2 август 1981                                              | T41:1                                                      | ПЛ                                                         | ПКР                                                        | Демонстрация на характеристиките на ракетата в режим на насочване на ГСН PL2 | авариен                                                    |
| 76 | 19 септември 1981                                          | T17:4                                                      | Самолет                                                    | РПНЦ                                                       | 1-ви полет в нощни условия; оценка на DSMAC в нощни условия | успешен                                                    |
| 77 | 27 октомври 1981                                           | T52:1                                                      | ПЛ                                                         | РПНЦ                                                       | Атестация на TLAM-C – ракетата с конвенционална БЧ за атака по наземна цел | успешен                                                    |
| 78 | 7 ноември 1981                                             | T54:1                                                      | ПЛ                                                         | РПНЦ                                                       | Атестация на TLAM-C | авариен                                                    |
| 79 | 14 декември 1981                                           | T53                                                        | ПЛ                                                         | РПНЦ                                                       | Атестация на TLAM-C | няма данни                                                 |
| 80 | 28 януари 1982                                             | T48                                                        | ПЛ                                                         | ПКР                                                        | | няма данни                                                 |
| 81 | 25 февруари 1982                                           | T72:1                                                      | Наземна ПУ                                                 | РПНЦ                                                       | 2-ри пуск по програмата GLCM с предаване на полетното задание към TEL от LCC | няма данни                                                 |
| 82 | 25 март 1982                                               | T73:1                                                      | Наземна ПУ                                                 | РПНЦ                                                       | Оценка на GLCM | няма данни                                                 |
| 83 | 30 марта 1982                                              | T56                                                        | ПЛ                                                         | РПНЦ                                                       | Войскови изпитания на TLAM-C (OPEVAL – буквално оценка на операцията) | няма данни                                                 |
| 84 | 19 май 1982                                                | T74:1                                                      | Наземна ПУ                                                 | РПНЦ                                                       | Войскова оценка на GLCM (OPEVAL) | няма данни                                                 |
| 85 | 21 май 1982                                                | T55                                                        | ПЛ                                                         | РПНЦ                                                       | Оценка на TLAM-C | няма данни                                                 |
| 86 | 8 юли 1982                                                 | T60                                                        | ПЛ                                                         | ПКР                                                        | Оценка на TASM във войскови условия (OPEVAL) | целта е поразена                                           |
| 87 | 18 юли 1982                                                | T45                                                        | ПЛ                                                         | ПКР                                                        | Оценка на TASM във войскови условия (OPEVAL). Реална БЧ, потопяване на мишената (отписаният разрушител „USS Agerholm“) | целта е поразена                                           |
| 88 | 20 юли 1982                                                | T46                                                        | ПЛ                                                         | ПКР                                                        | Оценка на TASM във войскови условия (OPEVAL) | пропуск                                                    |
| 89 | 26 юли 1982                                                | T107                                                       | ПЛ                                                         | ПКР                                                        | Войскова оценка на TASM (OPEVAL) | пропуск                                                    |
| | октомври 1986                                              |                                                            | РК                                                         | РПНЦ                                                       | Проверка на бойните възможности на ракетата, пуск от кораб носител в Мексиканския залив по наземен окопан бункер на разстояние над 800 км, полет на височина до 150 метра с противорадиолокационна маневра на подлета към целта                                                                            | целта е поразена                                           |
| Източници на информация |                                                            |                                                            |                                                            |                                                            | |                                                            |
| - Werrell, Kenneth P. The Evolution of the Cruise Missile Архив на оригинала от 2016-12-27 в Wayback Machine.. – Maxwell Air Force Base, Alabama: Air University Press, 1985. – P. 265 – 270 – 289 p. - Cruise Missile Test Record: Statement of Dr. William J. Perry, Director, Defense Research and Engineering; accompanied by John B. Walsh, Deputy Director, Defense Research and Engineering for Strategic and Space System.: Hearings before the Subcommittee on Research and Development of the Committee on Armed Services, United States Senate, 95th Congress, 1st Session, 27 юли 1977. – Washington, D.C.: U.S. Government Printing Office, 1997. – P. 25 – 299 p. |                                                            |                                                            |                                                            |                                                            | |                                                            |

Следва да се отчита, че в описаните изпитания не са включени опитите за изстрелване, несъстояли се по технически причини (no-go), както например: нестартиране на системата за запалване и други причини, поради които този или онзи пуск не се е състои. Освен това, военните чинове предпочитат да не употребяват израза „неуспешен пуск“ (failure), използвайки вместо него по-завоалираната формулировка „частично успешен пуск“ (partial success), подразбирайки при това, че всичко е било успешно до неизправност или отказ в работата на тази или друга подсистема.

### Хронология[21][19][25]
Стадий на предпроектна подготовка
- I четвърт на 1973 – начало на концептуалната работа, формулиране на тактико-техническото задание
- II четвърт на 1973 – избор на направлението на работите (крилата ракета за подводните лодки)

Стадий на проектирането
- I четвърт на 1974 – Съветът по отбранителните покупки при Министерството на отбраната на САЩ одобрява началото на работите по проекта за новата крилатата ракета за въоръжение на флота
- II четвърт на 1974 – продължава концептуалната разработка на проекта
- 12 юни 1974 – сключени са два контракта за разработката на системата за насочване и инерционната навигация на ракетите на конкурсна основа (McDonnell Douglas и E-Systems)
- I четвърт на 1975 – Съветът по отбранителните покупки одобрява началото на работите по проекта за новата крилата ракета DSARC 1A
- II четвърт на 1975 – оценка на ВМС на конкуриращите се проекти (макети в естествена големина и технически проекти), представени от различните корпорации участници в конкурса (LTV и General Dynamics – ракета, Williams Research и Teledyne – маршев двигател, Atlantic Research и Thiokol – стартов двигател)
- III четвърт на 1975 – сключен контракт за създаването на системата за насочване/инерционна навигация на ракетата (McDonnell Douglas)

Стадий на изпитания и оценка на техническите параметри
- 13 февруари 1976 – първи пуск на неуправляемия прототип
- Март 1976 – сключен контракт за създаване на корпуса, аеродинамичните елементи (Convair), месец по-рано от календарния план
- 28 март 1976 – първи пуск на управляемия прототип, два месеца по-рано от плана
- Юни 1976 – сключен контракт за създаване на двигателя на ракетата (Williams Research)
- 5 юни 1976 – първи напълно автономен полет на ракетата, четири месеца по-рано от плана
- III четвърт на 1976 – оценка на потенциала и ефективността на системната интеграция на продукцията на различните доставчици
- 24 февруари 1977 – първи пуск от наземна пускова установка, Съветът по покупките одобрява решение за създаване на базата на вече налични работи на сухопътен вариант на ракетата за въоръжаване в перспектива на сухопътните подразделения на ВВС на САЩ
- 14 януари 1977 – решение на Министерството на отбраната за начало на пълномащабни изпитания на вариантите на ракетите за подводно и корабно базиране
- 20 юли 1977 – сътрудници на ФБР в Маями след продължителна оперативна разработка и събиране на доказателствена база арестуват гражданина на САЩ Карл Хейзер и гражданина на Западна Германия Карл Вайшенберг по обвинение в опит за покупка на стойност $250 хил. на детайли на ракетата „Томахоук“ в интерес на СССР за последващо изпращане контрабандно с моторен катер през Мексиканския залив за представител на съветското разузнаване в Куба
- 26 юли 1982 – завършване на изпитанията на ракетата.

## Конструкция

### Изстрелване
Изстрелването на ракетите от плавателните средства носители се осъществява чрез торпедните апарати на подводните лодки калибър 533 милиметра и повече и от надводни кораби от наклонените ПУ тип ABL (Mk 143) и установките за вертикален пуск Mk 41 (също така някои типове АПЛ имат тези вертикални пускови установки). За ракетите модификация BGM-109G се използват наземните пускови контейнерни установки TEL, но във връзка със сключването през 1987 г. на договора между СССР и САЩ за ликвидиране на ракетите със среден обсег на действие те са свалени от въоръжение и унищожени към 1991 г.

### Носители
Първоначално (90 плавателни средства + 5 в проект)
- Ударните атомни подводни лодки (SSN) тип „Трешър“, „Стърджън“, „Лос Анджелис“;
- Атомните ракетоносни крайцери (CGN) тип „Лонг Бийч“, „Бейнбридж“, „Трукстън“, „Калифорния“, „Вирджиния“;
- Ракетните крайцери (CG) тип „Белнап“;
- Разрушителите (DD) от типа „Спрюенс“.

Съвременни
- 32 АПЛ от типа „Лос Анджелис“, 12 КР – общо 384 КР;
- 4 модернизирани АПЛ от типа „Охайо“, до 154 КР (по 7 ракети в ПУ барабанен тип на всяка от 22 шахти за БРПЛ „Трайдънт“) – всичко до 616 КР;
- 3 АПЛ от типа „Сийулф“, до 50 заряда към торпедните апарати, в т.ч. крилати ракети – всичко до 150 КР;
- 14 АПЛ от типа „Вирджиния“, до 12 КР – общо 108 КР;
- Британската АПЛ от типа „Суифтшър“ с водоизместимост 4900 тона, 5 торпедни апарата, 20 торпеда и ракети;
- Британската АПЛ от типа „Трафалгар“ с водоизместимост 5200 тона, 5 торпедни апарата, 25 торпеда и ракети;
- Британската ударна АПЛ от типа „Астют“ (2007 г., първата от четирите на този тип), с водоизместимост 7200/7800 тона, срок на служба ~30 години, 6 торпедни апарата, 48 торпеда и ракети;
- 64 разрушителя от тип „Арли Бърк“ в строй, вместимост на двете ВПУ Mk41 на системата „Аеджис“ – 90/96 шахти (в зависимост от серията на кораба).[27][28] В универсалния си вариант за въоръжение корабът носи 8 „Томахоук“, в ударния – 56, всичко от 512 до 3584 КР;
- 22 ракетни крайцера от типа „Ticonderoga“, вместимост на ВПУ Mk41 на системата „Аеджис“ – 122 шахти, типово въоръжение – 26 КР „Томахоук“ – всичко 2648 КР;
- От 2016 г. са спуснати 2 нови разрушителя от типа DDG-1000 с 80 ПУ всеки[27] – общо 160 КР

Общо по данни към 2016 г. ВМС на САЩ може едновременно да постави от 4671 до 7743 КР „Томахоук“ на повече от 120 надводни и подводни носителя. При наличието на съответния брой такива, и за сметка на другите видове въоръжение. Като в универсалните ПУ на САЩ може да се постави строго само един вид ракети за един носител.
Отписани от флота
- 31 разрушители от типа „Спрюенс“, 8 КР в две четиризарядни ПУ ABL
- 4 линейни кораба от типа „Айова“, 32 ракети в осем четиризарядни ПУ ABL
- 1 атомен ракетен крайцер от типа „Лонг Бийч“, 8 КР в две четиризарядни ПУ ABL
- 37 АПЛ от типа „Стърджън“, 8 ракети, изстрелвани през торпедните апарати

### Профил на полета
Системата за насочване на ракетата е практически тъждествена с тази на противокорабната ракета „Харпун“. Профилът на полет на ракета, снабдена със самонасочваща се глава (target acquisition and homing system), е следният: маршевия участък от траекторията на полета предполага плъзгане по релефа на местността извън зоната на ефективното засичане от радиолокационните средства на противника, за това полета се извършва с помощта на вградената инерционна навигационна система (midcourse guidance unit) на малки и пределно малки височини, преди финалният участък от полета ракетата набира височина, активизира се двурежимната активна радиолокационна глава за самонасочване и започва търсенето на цел в режим на пасивно сканиране, след засичането на целта се включва режимът на активно радиолокационно самонасочване и захваща се целта от ГСН (глава за самонасочване), след което ракетата захожда към целта. В случай на отсъствие на точни координати на целта (при стрелба по движещи се цели), ракетата се ориентира по приблизителни такива и в зададения сектор от въздушното пространство преминава в полетен режим на търсене на целта, през това време ГСН сканира обозреваемата в предната полусфера местност за наличие на цели, идентифицира ги по габаритните характеристики (дължина, ширина, височина, форма) от записаните в софтуера набор от параметри. При моделите без ГСН (предназначени за стрелба по стационарни наземни обекти, кораби и съдове на котва), профилът на полета практически с нищо не се различава, освен това, че преди захода към целта ракетата не прави подем, а просто започва да пикира, функцията по насочването се изпълнява от автопилота без предварителното търсене на цел.

## Производство
Средномесечните показатели за производството през 1980-те години съответстват на определение за „производство в малка серия“ и съставляват по пет ракети на месец (възможностите на производствените мощности на заводите на „Конвеър“ в Сан Диего са ограничени от броя стругове и друго оборудване и не надвишават 60 ракети на месец + 20 при задействане на пълна мощност по нормите за мирно време + 60 при включване на алтернативни доставчици). Показателите по другите асоциирани доставчици не са много по-добри: „Атлантик рисърч“ осигурява 20 стартови двигателя, „Уилямс рисърч“ и „Теледайн“ дават 20 маршеви двигателя, „Макдонал-Дъглас“ – 10 блока навигационна апаратура за обикновените модификации, „Тексас инструментс“ – 15 блока навигационна апаратура за противокорабната модификация. Производството на всеки от указаните елементи може да бъде доведено до 120 бр. на месец след доокомплектоване на предприятията с работна сила, въвеждане на работен ден на смени и включване на алтернативни доставчици в случай на такава необходимост (заплаха от голяма регионална война и подобни ситуации).

### Задействани структури
За разлика от проектите на други крилати ракети, проектът „Томахоук“ няма генерален доставчик, вместо това той има четири—пет асоциирани, с всеки от кооито ВМС има сключен индивидуален договор (първоначално са три, по-късно са добавени другите), отговарящи за производството на корпусите, елементите на системата за насочване, контролно-измервателните прибори, маршевия и стартовите двигатели, а също и подизпълнители, за доставка на асоциираните на комплектуващи и решение на други производствени задачи с ниска важност. В производството на различните възли и агрегати на ракетите участват следните търговски структури:
Системна интеграция
| - Корпус и аеродинамични елементи – General Dynamics Corp., Convair Division, промишлен район на Сан Диего, Калифорния. Подразделения: - Производство на аеродинамичните елементи от листов метал, металообработка – Lindbergh Facility, Линдберг Фийлд; - Механична обработка на детайлите – Air Force Plant 19, Линдберг Фийлд; - Производство на бойните части – Sycamore Canyon Test Facility, Мирамар; Pomona Standard Arm Missile Production, Помона; - Сглобяване на ракетите, заводски изпитания – Kearny Mesa Facility, Карни Меса; Система за насочване - Инерционна навигационна апаратура – McDonnell Douglas Astronautics Co., Сейнт Луис, Мисури; | - Система за самонасочване – Texas Instruments, Inc., Далас, Тексас; - Вграден електронно-изчислителен контролно-измервателен прибор – Litton Guidance and Control Systems, Inc., Уудленд Хилс, Калифорния; Litton Systems Ltd, Торонто, Онтарио; - Радиовисокомер – Honeywell International, Inc., Минеаполис, Минесота; Kollsman Instrument Co., Меримак, Ню Хампшър; Силова установка - Маршев двигател – Williams Research Corp., Уолед Лейк, Мичиган (разработка), Детройт, Мичиган (производство); Огдън, Юта (производство); Teledyne Industries, Inc., Teledyne CAE Division, Толидо, Охайо (производство); - Стартов двигател – Atlantic Research Corp., Александрия, Вирджиния (разработка и производство); |

## Модификации
„Томахоук“ е разработвана в цял ред модификации, включващи в себе си варианти, различни според типа на бойната част:
- с ядрена бойна част (стратегическа)
- с осколочно-фугасна бойна част (оперативно-тактическа)

И според работната среда на средството носител
Ракети с морско базиране SLCM (на английски: Sea-Launched Cruise Missile)
| - подводно базиране - надводно базиране Според типа на плаващото средство носител (за ракетите с надводно базиране) - корабни палубни - на плаваща ракетна платформа | Според типа на транспортно-пусковия контейнер - в херметичен стоманен контейнер от запълнен с вода торпеден апарат („мокър“ подводен старт) - в херметичен алуминиев контейнер със защитена от броня подвижна палубна пускова установка или от установка за вертикален пуск | Според системата за управление на ракетата на финалния (терминален) участък от траекторията - Самонасочващи се модификации с ОФБЧ (за поразяване на движещи се цели, кораби) - Инерционно-навигационни модификации с ЯБЧ (за поражение на стационарни цели) |

Ракети със сухопътно базиране GLCM (на английски: Ground-Launched Cruise Missile)
Ракети с въздушно базиране MRASM (на английски: Medium-Range Air-to-Surface Missile)
Някои войскови индекси (показани в скоби с удебелен шрифт)
- Крилата ракета с подводно базиране за поразяване на наземни цели с ядрена бойна част (BGM-109A)
- Крилата противокорабна ракета с подводно базиране (BGM-109B)
- Крилата ракета с подводно базиране с осколочно-фугасна бойна част (BGM-109C)
- Крилата ракета с въздушно базиране (AGM-109C, AGM-109I)

| 8 от 16 варианта, преминали изпитания през 1977 г.                                     | 8 от 16 варианта, преминали изпитания през 1977 г. | 8 от 16 варианта, преминали изпитания през 1977 г. | 8 от 16 варианта, преминали изпитания през 1977 г. | 8 от 16 варианта, преминали изпитания през 1977 г. |
| Способ на базиране                                                                     | Бойна част                                         | Управление на ракетата в полета                    | Програма                                           | Статус                                             |
| -------------------------------------------------------------------------------------- | -------------------------------------------------- | -------------------------------------------------- | -------------------------------------------------- | -------------------------------------------------- |
| Въздушен                                                                               | ЯБЧ                                                | Инерционна навигация                               | TALCM за стрелба по наземни цели                   | закрита                                            |
| Сухопътен                                                                              | ЯБЧ                                                | Инерционна навигация                               | GLCM за стрелба по наземни цели                    | доработена                                         |
| Корабен                                                                                | ОФБЧ                                               | Самонасочване                                      | SLCM противокорабна                                | доработена                                         |
| Подводен                                                                               | ОФБЧ                                               | Самонасочване                                      | SLCM противокорабна                                | доработена                                         |
| Корабен                                                                                | ЯБЧ                                                | Инерционна навигация                               | SLCM за стрелба по наземни цели                    | доработена                                         |
| Подводен                                                                               | ЯБЧ                                                | Инерционна навигация                               | TSLCM за стрелба по наземни цели                   | доработена                                         |
| Сухопътен                                                                              | ОФБЧ                                               | Самонасочване                                      | GLCM противокорабна                                | закрита                                            |
| — програми, получили последващо развитие. — програми, не получили последващо развитие. |                                                    |                                                    |                                                    |                                                    |

Всичко в разработка се намират 16 програми (8 секретни и 8 топ секретни) съчетаващи в себе си изброените по-горе параметри в различни комбинации (например, КРВБ-ОФБЧ-ГСН-ПКР, КРПЛ-ЯБЧ-ИНС-СЦ, КРНБ-ЯБЧ-ИНС-СЦ и др.), между които присъства висока степен на взаимозаменяемост на аеродинамичните елементи, елементи на системите за насочване, двигателите и др. при поевтиняване и технологическо опростяване на производството.
Модификациите с подводно базиране (SLCM) са оптимизирани за поставянето на борда на всяка американска ударна подводница (на английски: Attack submarine), а надводните модификации са предназначени за въоръжение на кораби от различен тип. Модификациите на ракетата със сухопътно (GLCM) и въздушно (TALCM) базиране се разработват за ВВС, за поставяне на самоходни пускови установки колесни влекачи седелови тип (тъй като армейското командване, както това е обичайно за САЩ, не проявява заинтересованост) и на външните точки за окачване на подкрилевите пилони на стратегическите бомбардировачи (в този сегмент от опитно-конструкторските работи „Томахоук“ се конкурира с перспективната AGM-86A, която в крайна сметка и получава предпочитанието на ВВС).

### Флотски модификации
RGM/UGM-109A
Изходна модификация на „Томахоук“ (макар да е приета на въоръжение по-късно от противокорабната TASM) – крилата ракета с голяма далечина на полета и ядрена бойна част. Първият пуск на серийния образец е проведен през 1980 г., но поради продължителните доработки ракетата официално е приета на въоръжение едва през 1983 г.
Ракетата има инерционна система за управление, допълнена с релефометричната система за корекция TERCOM. Тя носи ядрена бойна глава W-80 с променлива мощност в тротилов еквивалент от 5 до 200 килотона. Далечината на ракетата превишава 2500 км (най-далекобойната модификация). Ракетите BGM-109A са предназначени за базиране на надводни кораби (по-късно започва да се обозначава като RGM) в пускови установки ABL, и на подводници (модификацията UGM), за изстрелване през стандартния 533-мм ТА.
Технически, BGM-109A се разглежда от ВМФ на САЩ като равноефективно оръжие за превантивен/ответен удар, тъй като възможността за базиране на неспециализирани носители облекчава нейното разгръщане при територията на противника, а откриването и прихващането на ракетата поради малката височина на полета представлява сериозен проблем за съществуващите през 1980-те средства за ПВО.
Всички ракети BGM-109A са свалени в рамките на договора СНВ-I в началото на 1990-те.
RGM/UGM-109B Tomahawk Anti-Ship Missile (TASM)
Една от първите неядрени модели на ракетата (и първият модел, приет на въоръжение) е далекобойната противокорабна ракета с обозначение RGM/UGM-109B TASM. Конструктивно TASM представлява „Томахоук“, на която системата TERCOM, безполезна при полети над морето, е заменена с активна радиолокационна, аналогична ГСН за ПКР „Харпун“. Ракетата е предназначена за поразяване на надводни цели на големи дистанции и носи 450-килограмова полубронебойна бойна част.
Максималната далечина на използване на TASM съставлява 450 километра. За разлика от съветските далекобойни ПКР, като П-700 „Гранит“, TASM лети през цялото разстояние на свръхмалка височина (около 5 метра над нивото на морето) и не може да бъде открита от корабна РЛС на голямо разстояние.
Поради дозвуковата скорост на ракетата полетът на максималното разстояние заема около половин час. За това време бързоходен кораб може да излезе от разчетния район на местонахождение, за това, пристигайки в точката на предполагаемото разположение на целта, TASM започва търсещата маневра „змейка“. ГСН на TASM може да разпознава размерите на корабите и да избира най-големите от тях. При приближаване към целта ракетата изпълнява програмирани маневри за отклонение и или я атакува в бръснещ полет, удряйки в борда (за големите кораби), или изпълнява маневрата „горка“ и папада на целта от пикиране (за неголеми маневрени катери). ГСН на ракетата работи на променливи честоти, и може да функционира в пасивен режим, насочвайки се от радарите на противника.
Ракетата може да се изстрелва от същите пускови установки, както и обикновената „Томахоук“, така и от торпедните апарати на подводните лодки.
Независимо от голямата далечина и малката височина на полета, TASM е доста примитивна ракета, неспособна да осъществява координирани схеми за атака, за това ВМФ на САЩ оценивят бойната ѝ ценност не много високо. Освен това, ракетата няма система за опознаване „свой-чужд“, което прави използването и в присътствие редом с целта на дружествени или неутрални судове затруднително. Направени са редица предложения за модернизация на ракетата, в частност – поставяне на допълнително целеуказание от орбитална платформа или палубен вертолет, но те не са реализирани. В началото на 2000-те, във връзка с относителното намаляване на международното напрежение, ракетата е свалена от въоръжение, и всички съществуващи образци са преправени в други модификации.
През 2012 г. фирмата „Raytheon“ предлага да се възроди TASM във вид на евтина модификация за съществуващите „Томахоук“. Проектът е разглеждан от флота като резервно решение в случай на неуспех при новата далекобойна противокорабна ракета LRASM; обаче главната претенция към проекта е относително високата ЕПР на ракетата, което (при нейната дозвукова скорост и липсата на възможност да се крие зад релефа при действия над морето) прави новата TASM лесна жертва за съвременните системи за близка ПВО на корабите. Понастоящем проектът е преразгледан в план създаване на модификация с двойно предназначение, способен да поразява както наземни, така и морски цели.
RGM/UGM-109C Tomahawk Land-Attack Missile – Conventional (TLAM-C)
Първата модификация с неядрена бойна част, предназначена за поражение на наземни цели. Разработва се от ВМФ на САЩ за точно поразяване на стратегически важни обекти в тила на противника.
Вместо ядрена бойна част ракетата получава осколочно-фугасната бойна част WDU-25/B с маса 450 кг. По-тежката в сравнение с ядрената бойна част води до намаляването на далечината на полета на ракетата до 1250 км (1600 – в модификацията Block III).
Тъй като инерционната система за насочване дава КВО около 80 метра, което е недостатъчно за неядрената бойна част, ракетата е снабдена със системата за оптико-електронно разпознаване на целите AN/DXQ-1 DSMAC (Digital Scene Matching Area Correlation). Системата позволява на ракетата да разпознава наземните цели, да ги съпоставя с наличните в паметта ѝ изображения на целта и да изпълнява насочване с КВО с точност до 10 метра.
Първата модификация на ракетата – Block-II – атакува целта само на бръснещ полет, строго по курса. Последващата модификация – Block-IIA – има два режима на атака: „горка“ с последващо пикиране към целта отгоре и Programmed Warhead Detonation – подрив на ракетата точно при прелитането над целта.
Модификацията Block-III, приета през 1994 г., има по-мощен двигател и новата БЧ WDU-36/B с по-малка маса, но със съпоставима мощност. Това позволява да се увеличи далечината на стрелба до 1600 км. TLAM-C Block-III е първата ракета в семейството, получила като допълнение към инерционното насочване и системата TERCOM за насочване по GPS.
Планираната, но неосъществена по икономически причини, модификация Block-IV TMMM (Tomahawk Multi-Mode Missile) предполага създаването на единен образец на ракетата, способен да атакува както наземни цели, така и кораби. Предполага се поставянето на нова радиолокационна система за разпознаване на целите. Програмата е закрита в полза на програмата Tactical Tomahawk.
RGM/UGM-109D
Модификация на TLAM-C с касетна бойна част, включваща 166 суббоеприпаса BLU-97/B CEB. Предназначена е за поразяване на площадни цели, като летища и струпвания на войски на противника. Поради голямата маса на касетната бойна част тази модификация на ракетата има най-малка далечина на полета от всички, равна на 870 километра.
BGM-109E
Предполагаща се противокорабна модификация, за замяна на TASM. Не е осъществена, разработката е прекратена в средата на 1980-те. Обозначението BGM-109E по-късно е предадено на друга модификация на ракетата.
BGM-109F
Предполагаща се противолетищна версия на BGM-109D с по-тежки суббоеприпаси за ефективно изваждане от строя на пистите на летищата. Не е осъществена, разработката е прекратена в средата на 1980-те.
BGM-109H
Предполагаща се версия на ракетата TLAM-C Block-IV c пенетрационна бойна част за поражение на подземни обекти и укрепления. Не е осъществена. Обозначението BGM-109H по-късно е предадено на друга модификация.
RGM/UGM-109E Tactical Tomahawk
Модификация на ракетата, създадена като най-пригодна за близка въздушна поддръжка на войските, т.е. за използване в непосредствена близост от линията на фронта. В хода на програмата са приети мерки по снижение на стойността на ракетите по сравнение с предшестващите образци за сметка на използването на по-леки материали и по-евтиния двигател Williams F415-WR-400/402. Системата за спътникова свръзка UHF дава възможност да се пренацелва ракетата в полет на всяка една от 15 предварително програмирани цели. Поставената на борда тв камера позволява да се оценява състоянието на целта при приближаване на ракетата към нея и да се вземе решение за продължаване на атаката или пренацелване на ракетата към друга цел.
Поради олекотената си конструкция ракетата повече не е пригодна за пуск през торпедните апарати. Въпреки това подводните лодки, носещи ВПУ Mk-41, могат да използват тази ракета.
Понастоящем ракетата се явява основната модификация, използвана от ВМФ на САЩ. На 5 ноември 2013 г. компанията „Рейтеон“ доставя на ВМС на САЩ трихилядната КР от тази модификация започвайки от 2004 г.
RGM/UGM-109H Tactical Tomahawk Penetration Variant
Модификация на Tactical Tomahawk, снабдена с проникаваща бойна част, предназначена за поразяване на зарити в земята или добре защитени цели.
RGM/UGM-109E TLAM-E (Tomahawk Block IV)
Намираща се понастоящем в разработка модификация на Tactical Tomahawk с разширени възможности за тактическо използване и допълнителна способност да поразява движещи се цели (включая и надводни кораби). Тя има, освен увеличената далечина на полета, възможност да се пренацелва по време на полета. Също така ракетата е способна да баражира в определен район, изчаквайки команда за удар. Тя съобщава, чрез системата за спътникова свръзка, за получените бойни повреди, което е важно за оценка на ефективността от нейния удар.

### Сухопътни модификации
GLCM (Ground-Launched Cruise Missile): BGM-109G Gryphon
Сухопътната модификация на BGM-109A е приспособена за пуск от подвижна пускова установка. Разрабетана е съвместно от ВМС и ВВС на САЩ за замяна на остарялата ядрена крилата ракета MGM-13 Mace. Проектът за самоходната пускова установка представлява цяло от седлови влекач с платформа от полуприцепен тип, на която има четири ракети. За изпитанията е използван стандартният общовойскови камион M-35 Cargo Truck, каросерията на който е преправена за поместване на четири пускови тръби (всяка от тях представлява същият алуминиев контейнер, както и за корабните палубни пускови установки), с хидравлично подемно устройство.
Конструктивно ракетата е идентична с BGM-109A с единствено изключение – използването на термоядрената бойна част W-84 с изменяема мощност от 0,2 до 150 килотона. Ефективната далечина на стрелба на ракетата съставлява около 2500 км. Изстрелването ѝ се осъществява от специално разработената четиризарядна установка TEL, монтирана на шаси MAN AG 8 × 8.
В мирно време ракетите се базират в укрепените подземни укрития GAMA (GLCM Alert and Maintenance Area). В случай на възникване на военна заплаха батареите с ракети трябва да се разгърнат на предварително разчетени засекретени бойни позиции. Всяка батарея съдържа 16 ракети. Всичко от 1982 до 1988 са разгърнати 6 ракетни крила с 448 бойни ракети, от тях 304 в Западна Европа. Заедно с ракетите Пършинг 2 „Грифоните“ се разглеждат като адекватен отговор на съветските БРСД „Пионер“ в Източна Европа.
Съгласно договора от 1987 г., „Грифоните“ (макар и да не са балистичесни ракети) са свалени от въоръжение заедно с ракетите Пършинг 2.
В началото на 2020 г. КМП на САЩ става първото подразделение от въоръжените сили на САЩ, което ще получи крилатите ракети „Томахоук“ с наземен пуск: „Томахоук“ се планира да бъдат разположени по бреговата линия, за да се използват като наземно противокорабно оръжие (сега нито едно подразделение на американската армия няма „Томахоук“, пускът на която да се осъществява от сушата – тези системи по-рано са снети от въоръжение според ДРСМД).
През 2023 г. е проиведен първият пуск на ракета „Томахоук“ от наземна пускова установка Typhon.

### Модификации с въздушно базиране
AGM-109 TALCM (Tomahawk Air-Launched Cruise Missile)
Версия на BGM-109A, доработена за въздушен пуск от самолет бомбардировач. Използва се по време на съвместните работи на флота и ВВС по програмата JCMP (Joint Cruise Missile Project) през 1979. Губи конкурса от ракетата на „Боинг“ AGM-86 ALCM.
При разработката на авиационната ракета особен акцент се прави не само и не толкова на самата ракета, колкото на средствата носители, и „Боинг“ като разработчик на ALCM, и „Дженерал динамикс“ като разработчик на TALCM, имат подход за интегрирането на ракетите с бордовите системи за управление на въоръжението на произведените от тях самите самолети, преоборудвани да носят крилатите ракети, стратегическият бомбардировач B-52G/H (12 AGM-86B на външни точки) и изтребителят-бомбардировач FB-111H (8 – 10 AGM-86B на външни точки или 3 AGM-86A във вътрешния бомбов отсек) съответно. Извадената от съревнованието в първия рунд „Линг-Темко-Воут“ също има планове за разработка на авиационна ракета за собствения ѝ самолет – щурмовика A-7. Освен това паралелно се води програма работи по създаването на специален самолет ракетоносец на базата на вече съществуващ или разработка на нов (Cruise Missile Carrier Aircraft, съкр. CMCA), което още повече отговаря на интересите на крупния бизнес, тъй като предполага поръчката на нови самолети. При това „Боинг“ последователно отстоява идеята за окачването на ракетите на подкрили пилони, а в същото време техните конкуренти от „Дженерал динамикс“ провеждат идеята за поместването на ракетите на въртяща се пускова установка (което позволява да се осъществи пуск в произволно направление без да се сменя курса на самолета, в този план оператора на бордовото управляемо въоръжение не зависи от пилота и може да действа съвършено самостоятелно). За да се изнесе въпросът за избор на средството носител извън двата конкуриращи се разработчика на ракети, за носене на крилатите ракети се предполага да се дооборудва при условие на достатъчно финансиране намиращият се тогава в стадий на разработка стратегически бомбардировач B-2 или да се използват за тези цели преоборудвани транспортни самолети Lockheed C-5, Lockheed L-1011, Boeing 747 или McDonnell Douglas DC-10.
AGM-109C/H/I/J/K/L MRASM (Medium-Range Air-to-Surface Missile)
Планиращи се през 1980-те проекти за ракети BGM-109 за ВВС. Основните модификации са аналогични на флотските модификации, с изключение на приспособяването за пуск от бомбардировачи и вариации на използваните бойни глави. AGM-109I се предполага като многоцелева ракета с инфрачервена система за разпознаване на целта. Впоследствие проектът се разделя на AGM-109L за флота и AGM-109K за ВВС. Поради липса на интерес към програмата от страна на флота, опасяващ се от високата стойност на разработката, съвместната програма е закрита през 1984. Нито една ракета не е създадена реално.

## Ефективност в използването
Ефективността в използването се достига за сметка на:
- малката височина на полета;
- високата точност по стационарни обекти;
- непопадането под действието на изпълняващите се договори за стратегическите въоръжения;[57]
- ниската стойност за поддържане в бойно състояние;
- лекотата за разгръщане на неспециализирани кораби и подводници;
- ниската цена и като следствие – големият брой ракети, състоящи на въоръжение.

## Предимства и недостатъци
По-долу са изброени предимствата и недостатъците на крилатите ракети с морско базиране „Томахоук“ в сравнение с другите средства от ракетно-ядрения арсенал на САЩ, стратегическите и оперативно-тактическите въоръжения, в контекста на дебатите за практическата целесъобразност на серийното производство и разгръщане на ракетите (тезиси от изказването на началника на управлението по ударни подводници към главното командване на ВМС на САЩ контраадмирал Томас Мелоун). Следва да се отчита, че преимуществата и недостатъците в технически план (касаещи системите за насочване и полетно-техническите характеристики на ракетите) са еднакви за „Томахоук“, „Грифон“ и „Ей-ел-си-ем“, имащи различна среда и способ на базиране (морски, наземен и въздушен съответно).
Предимства
- Обхващане на цялото земно кълбо, възможност за нанасяне на ракетно-ядрен удар по всяка една цел и завръщане към практиката на „дипломацията на канонерките“ по отношение на развиващите се страни;
- Висока точност на оръжието и възможност за нанасяне на точков удар с ракета с конвенционална бойна част по интересуващите обекти без създаване на зона на тотално поражение, ущърб за местното гражданско население и заплаха за въвличане в голяма регионална или световна война;
- Разширяване на бойните възможности на флота, възможност за самостоятелно решаване от тях на широк спектър от бойни задачи до автономно участие в ограничени военни конфликти без привличането на другите видове въоръжени сили (ракетни обстрели, удари на палубната авиация, действия на силите със специално предназначение на флота и местни колаборационистически формирования на сушата);
- Пълна самостоятелност на командирите на оперативното звено по въпросите за избора на целите и нанасянето на удари по тях без необходимост от междувидова координация и съпътстващите бюрократични процедури, отсъствие на необходимост да се обръщат към висшестоящите щабове и органи за военно управление за помощ;
- Голяма стратегическа мобилност на привлечените сили и средства по сравнение с другите способи за базиране (освен въздушното, което, на свой ред, изисква наличието на безпрепятствен достъп във въздушното пространство на приемащата страна и създаване там на мрежа от летища и наземна инфраструктура, готови да приемат и да настанят средствата носители на ракетите, сключване и регулярно продължаване на съответстващите междудържавни договорености за съвместното използване на въздушното пространство и наземните обекти, както и множество други подготвителни мероприятия);
- Липса на политико-правови последствия от разгръщането на групировки от ракетоносни кораби и сили на подводния флот в различните точки на планетата в неурални води, което не изисква съгласуване с местните органи на държавна власт и международни инстанции, не е в разрез с международно-правовите договори (което е особено актуално в светлината на протестите на антивоенните активисти, опозиционните партии и движения в страните от НАТО относно настаняването там на американски стратегически ракети) и, като следствие, намаляване на политическото напрежение;
- Натрупване на силите за ракетно нападение, обусловено от това обстоятелство, че местата на дислокация и траекториите на полета на ракетите, от сухопътните плацдарми, са добре известни на противника и непрекъснато се следят с помощта на различни средства за откриване и предупреждение за ракетно нападение, а морската крайбрежна зона от територията на противника е толкова голяма, че качественият ѝ мониторинг, като въздушните коридори за преминаване на ракетите над европейската част от страната, е крайно труден и позволява да се води едновременен обстрел от множество направления;
- Възможност за нарастване на групировките в случай на такова необходимост без нарушаване на правовите задължения (според договорите за ограничаване на настъпателните въоръжения на американските войски в Европа и наличните за тях средства за водене на война, които са количествено лимитирани);
- Възможност за незабавна промяна на заеманата позиция, по-малка уязвимост към ответен удар (ако позициите на ракетите на сухопътните театри са отдавна и точно разучени от вероятния противник, то базирането в морето снема този въпрос от дневния ред) и липса на заплаха за гражданското население на прилежащите територии, както в случая със сухопътните ракетни комплекси, дислоцирани в страните от НАТО;
- Високо ново на инфрачервена- и светомаскировка за изстрелването на ракетите, обусловени от слабата топлинна следа и липсата на ярката светлина по време на пуска и в началния участък от полета, за предотвратяването на разпознаването от космоса от спътниците на системата за предупреждение за ракетно нападение (за разлика от балистичните ракети) и другите средства за оптично или термовизуално засичане, което я прави по-предпочитана в качеството на средство за нанасяне на скрит изпреварващ удар;
- Относителната скритост на преместване и наличието на подводни средства носители в района на оперативната дейност са фактор на изненада за противника;
- По-голяма живучест на силите за ядреното сдържане като следствие от гореизброените обстоятелства;
- По-широк спектър на изпълнявани задачи от морска ударна групировка на кораби за разлика от сухопътните ракетни части (противолодъчни мероприятия, осигуряване на безопасността на морските комуникации и на собственото корабоплаване, изваждане от строя на корабоплаването на противника и т.н.);
- Експлоатационна простота на наличните средства за нанасяне на ракетния удар, които се намират в херметични метални контейнери и не изискват регулярно техническо обслужване и контролни проверки;
- Относително ниска цена по сравнение с други видове ракетно въоръжение за сметка на намаляването на експлоатационните разходи и тези за заплащане на дейностите на обслужващия персонал;
- По-малка вероятност от провокиран ответен удар от страна на вероятния противник в случай на засичане на единичен преднамерен (провокационен) или непреднамерен (авариен) пуск на ракета, за разлика от предполагаемата реакция при засичане от него на изстрелване на межконтитентална балистична ракета от типа „Пийскипър“ или на балистична ракета със среден обхват от типа „Пършинг 2“;
- Висока ефективност на релефометричната система при полет на ракетата над планинска, хълмиста и пресечена местност.

Недостатъци
- Необходимост от наличие на точни триизмерни цифрови топографски карти на местността по целия маршрут на полета на ракетата, което означава привличането на всички налични сили и средства на визуалното разузнаване (в годините на Студената война решаването на тази задача се осложнява много от активното противодействие на СССР за каквито и да е опити за фотографиране от разузнаванията на САЩ и НАТО на своя територия и на териториите на страните със социалистическа ориентация,[59] след разпадането на Съветския съюз те получават практически неограничен достъп до цялото постсъветско пространство и към териториите на страните-съюзници, и достъп към по-рано секретни топографски карти);
- Ниска ефективност на релефометричната система при стрелба по обекти в равнинна местност, тундра и лесотундра или в брегова зона с полегат бряг. По думите на високопоставен сътрудник на Пентагона, „някои региони на СССР са плоски като билярдна маса, TERCOM там няма да работи“, а всъщност основната маса изпитания се провежда в планински райони на САЩ;[60]
- Високите вариации на нивото на снеговалежите в северните райони на СССР, влияещи на работата на радиовисокомер и, като следствие, на качеството на работа на релефометричната система, пораждащи сезонен характер на нейната употреба, или необходимост от изясняване на дебелината на снежната покривка по маршрута на нейния полет, което практически е нереализируемо;[61]
- Бедността в арктическите райони на СССР на ориентири и отправни точки за релефометричната система;[62]
- Уязвимост на радиовисокомера към радиолокационни смущения въобще и към средствата за създаване на изкуствени радиолокационни смущения в частност;[63]
- Прекъсвания в работата на системите за запалване на ракетните двигатели при минусови температури на етапа на изпитанията (впоследствие, проблемът е отстранен);[11]
- Относително ниската скорост на полета (под 1 Мах) на маршевия и финалния участък от полета и, като следствие, уязвимост на ракетата от една страна, към средствата за откриване и прихващане на противника, а от друга страна, към силен поривист вятър и подобните неблагоприятни метеоусловия, влияещи на турбулентността на атмосферните маси;[62]
- За разлика от междуконтиненталните балистични ракети и балистичните ракети със средна далечина, поради своите аеродинамични (скорост на полета) и масо-габаритни (килотонаж на бойната част) характеристики не може да се използва като основно оръжие на първия удар за обезоръжаване на противника. По думите на сътрудника на Международния институт за стратегически изследвания Леонард Бертин, „нито една държава в света с развит ракетно-ядрен потенциал няма да рискува да смени МБР с подлетно време двадесет минути до най-отдалеченото разположените стратегически цели на територията на противника с крилати ракети, летящи четири часа до целите на разстояние само три хиляди километра“. Но, въпреки това, ракетата може да се използва като спомагателно оръжие за нанасяне на удари по щабовете и органите за управление на противника, допълвайки така наличния ядрен арсенал;[64]
- Ниска вероятност за преодоляване на ешелонирана система за противоракетна отбрана на противника, включваща в себе си изтребителна авиация и тактическите наземни средства на ПВО. Съвместните учения на Армията и ВВС на САЩ, показват, че стандартните армейски зенитно-ракетни комплекси „Хоук“ от усъвършенствания модел могат да засекат в зоната на радиолокационната си досегаемост, да съпровождат до зоната на поразяване и условно да свалят ракета от типа „Томахоук“ в седем-девет случая от десет. А по данни на американското разузнаване, съветските изтребители МиГ-25, част от дежурните средства за прихващане, баражиращи на височина над шест километра, осигуряват ефективно поражение на крилатите ракети, летящи на малка височина;[65] По думите на тогавашния заместник Министър на отбраната на САЩ Уилям Пери, във връзка с високите показатели за засичане на малогабаритни цели на фона на смущения от местността, която имат съветските системи за противовъздушна отбрана от тип С-300, вероятният противник разполага с достатъчно ефективно средство за противодействие на заплахата от използване на крилати ракети от страна на САЩ и НАТО, освен това, по сведения на авторитетното издание в сферата на авиацията и ракетостроенето „Aviation Week“, в СССР са провеждани учения и мероприятия от бойната подготовка на летците от авиацията на ПВО по откриване и поражение на имитатори на крилати ракети с помощта на УРВВ;[66]
- Протести на антивоенни активисти и привърженици на ядреното разоръжаване в самите САЩ, обусловени от способността на ракетите да носят ядрена бойна част.[67]

Основните недостатъци на ракетите са продиктувани, главно, от независими от разработчиците причини (географски и метео-климатични особености на страната-вероятен противник № 1 към онзи момент, т.е. СССР). Опитът от използване на ракетите против други страни в постсъветския период от световната история показва, че при равни други условия ракетите демонстрират висока ефективност на театрите на военни действия, които нямат изброените ограничаващи фактори, и против страни, които не притежават естествена защита срещу ракетите от типа „Томахоук“.

## Противодействие
Тъй като „Томахоук“ лети на дозвукова скорост (800 км/ч), не може да маневрира с голямо претоварване, а също не може да използва лъжливи цели, то засечената ракета може да се поразява от съвременните средства за ПВО и ПРО, удовлетворяващи ограниченията по височина.
Според мнението на специалисти по радиоелектронна борба, КР „Томахоук“ „се явява сложна цел и в света няма достатъчно ефективни средства за радиоелектронна борба, които гарантирано да могат да я отклонят от курса или да я извадят от строй“.

## Бойна употреба
Всичко от момента на приемане на въоръжение в бойни операции са използвани над 2000 КР. 2000-ната ракета е изстреляна през 2011 г. от разрушителя USS Barry (DDG-52) по време на операцията „Odyssey Dawn“ в Либия, през същата година е проведен петстотният изпитателен пуск на тази КР за периода на нейната експлоатация.
- Война в Персийския залив (1990–1991) – за цялото време на операциите, съгласно „Общ отчет на военновъздушните сили за войната в Персийския залив“ (ориг. – „Gulf War Air Power Survey Summary Report“), са изстреляни 297 ракети, 282 от които успешно поразяват поставените цели, 6 ракети дават отказ веднага след старта и пускът на 9 ракети не се състои по причини откази на борда на носителя.[75][76]
 В първите 4 дни на операцията крилатите ракети имат само 16% от въздушните удари, а 2 месеца по-късно техният дял достига 55% от общото число на ударите, като 80% от всички удари на КР са на „Томахоук“. Сред проявилите се съществени недостатъци са продължителното време за подготовка на полетното задание за този тип КР, носещи релефометричната и оптико-електронната системи за корекция по цифрови карти на местността, даже при наличие в разчета на необходимите изображения. Освен това малоинформативната равнинна местност, нямаща достатъчен брой ориентири, или напротив местност, способстваща за маскировката на обекта за поразяване, водят до използването на еднакви маршрути за подход към целите – в резултат нарастват загубите сред ракетите.[77]
- Операция Преднамерена сила (1995)
- Операция пустинен удар (1996)
- Операция Пустинна лисица (1998) – като дял КР („Томахоук“ и CALCM) имат 72% от всички въздушни удари, при това подготовката към пуск е съкратена до 25 часа. Всичко са използвани 370 КР, от които само 13 не поразяват целта.[77]
- Война на НАТО против Югославия (1999) – изстреляни са 218 ракети[78]
- Операция Безкраен обхват (1998) – 79 ракети „Томахоук“ са изстреляни по обектам Ал Каида в Судан и Афганистан като отговор за взривовете в посолствата на САЩ в Кения и Танзания[79].
- Война в Ирак (2003)
- Военна интервенция в Либия 2011[80] – използвани са над 200 ракети[73]
- Бомбардировка на авиобазата Шайрат (Сирия, 2017 г.) – 59 ракети[81]
- Удар на коалицията по Сирия през април 2018 г. – 106 ракети

## На въоръжение
Основни експлоатанти са САЩ и Великобритания. Нидерландия (през 2005) и Испания (през 2002 и 2005) са заинтересувани от закупуването на Tomahawk, но по-късно, през 2007 и 2009 г. съответно, се откват от тяхното закупуване.

### Доставки и експорт
В периода от 1998 до 2011 г. са доставени:
- Във Великобритания
  - 55 ракети Tomahawk версия Block III, предназначени за поражение на наземни цели (26 през 1998 г., 7 през 2000 г. и 22 през 2003 г.)
  - 65 ракети Tactical Tomahawk за поражение на наземни цели (между 2007 и 2011 г.)
- За Въоръжените сили на САЩ
  - 2135 ракети Tactical Tomahawk за поражение на наземни цели (от 2007 г. ежегодно по 440 ракети[Бележки 5])

### Покупки
| Закупки на ракетите за ВМС на САЩ | Закупки на ракетите за ВМС на САЩ | Закупки на ракетите за ВМС на САЩ | Закупки на ракетите за ВМС на САЩ | Закупки на ракетите за ВМС на САЩ | Закупки на ракетите за ВМС на САЩ | Закупки на ракетите за ВМС на САЩ |
| Година                            | Брой                              | Бюджет (в милиона щатски долара)  | Бюджет (в милиона щатски долара)  | Бюджет (в милиона щатски долара)  | Бюджет (в милиона щатски долара)  | Източн.                           |
| Година                            | Брой                              | Ракети                            | НИОКР                             | Резервни части                    | Всичко                            | Източн.                           |
| --------------------------------- | --------------------------------- | --------------------------------- | --------------------------------- | --------------------------------- | --------------------------------- | --------------------------------- |
| 1991                              | 678                               | $1045,9 млн.                      | $12,2 млн.                        | $28,1 млн.                        | $1,0974 млрд.                     | [ 83 ]                            |
| 1992                              | 176                               | $411,2 млн.                       | $33,1 млн.                        | $15,9 млн.                        | $470,8 млн.                       | [ 83 ]                            |
| 1993                              | 200                               | $404,2 млн.                       | $3,7 млн.                         | $14,7 млн.                        | $422,6 млн.                       | [ 83 ]                            |

През 2012 г. ВМС на САЩ поръчват на компанията Raytheon 361 крилати ракети Tomahawk Block IV на обща стойност 338 млн. долара. Договорът предвижда предаването на 238 ракети с вертикален пуск за надводни кораби и 123 ракети за подводници. Доставката трябва да бъде завършена през август 2014 г.
През 2020-те Япония ще закупи крилатите ракети „Томахоук“ за своя флот (400 ракети през 2026 – 2027 г. за 2,35 милиарда долара).

## Тактико-технически характеристики
Съществуват множество модификации на тази ракета, които се различават основно по типа боезаряд, пределната далечина на полета и типа система за насочване.
Гаранционният срок на експлоатация на варианта на ракетата Block IV съставлява 15 години. Общият срок на експлоатация, с оглед модернизациите ще бъде не по-малко от 30 години. Тъй като 3600 „Томахоуци“ от последната модификация постъпват на въоръжение през 2004 г., първата им проверка е през 2019 финансова година, за тогава е насрочена тяхната модернизация в ракети вариант Block V в две модификации: Индекс Block Va (обозначение RGM-109E/UGM-109E) ще получат крилатите ракети, преоборудвани във варианта Maritime Strike Tomahawk (MST), снабдени със система за насочване с възможност за поразяване на надводни цели. Индексът Block Vb (обозначение RGM-109M/UGM-109M) ще получат ракети, които запазват основното си предназначение за поразяване на наземни цели и снабдени (след 2022 г.) новата проникваща бойна част Joint Multiple Effects Warhead System (JMEWS). JMEWS съчетава кумулативен предзаряд с проникаваща бойна глава, може също така да осигурява въздушна или наземна (непроникваща) детонация на бойната част.
|                                           | RGM/UGM-109A TLAM-N                                                               | RGM/UGM-109B TASM                                                | BGM-109G GLCM                                                    | RGM/UGM-109C TLAM-C                                              | RGM/UGM-109C TLAM-C                                                                         | RGM/UGM-109D TLAM-D                                                                            | RGM/UGM-109D TLAM-D                                                                            | RGM/UGM-109E Tactical Tomahawk                                                                          | RGM/UGM-109H TTPV                                                                                       | AGM-109H/K MRASM | AGM-109L MRASM                                         |
| ----------------------------------------- | --------------------------------------------------------------------------------- | ---------------------------------------------------------------- | ---------------------------------------------------------------- | ---------------------------------------------------------------- | ------------------------------------------------------------------------------------------- | ---------------------------------------------------------------------------------------------- | ---------------------------------------------------------------------------------------------- | --- | --- | --- | ------------------------------------------------------ |
| Изображение                               |                                                                                   |                                                                  |                                                                  |                                                                  |                                                                                             |                                                                                                |                                                                                                | | | |                                                        |
| Етап на модернизации                      | Tomahawk Block I                                                                  | Tomahawk Block I                                                 |                                                                  | Tomahawk Block II / IIA                                          | Tomahawk Block III                                                                          | Tomahawk Block II / IIB                                                                        | Tomahawk Block III                                                                             | Tomahawk Block IV (по-рано Block V)                                                                     | | |                                                        |
| Базиране                                  | Надводно / Подводно                                                               | Надводно / Подводно                                              | Мобилно наземно                                                  | Надводно / Подводно                                              | Надводно / Подводно                                                                         | Надводно / Подводно                                                                            | Надводно / Подводно                                                                            | Надводно / Подводно (от УВП)                                                                            | Надводно / Подводно                                                                                     | Въздушно (B-52) | Въздушно (A-6E)                                        |
| Година на започване на доставките         | 1983                                                                              | 1983                                                             | 1983                                                             | 1986                                                             | 1993                                                                                        | 1988                                                                                           | 1993                                                                                           | 2004 | 2005 (план)                                                                                             | разработката е прекратена през 1984                                                                                                | разработката е прекратена през 1984                    |
| Далечина на полета                        | 2500 км                                                                           | 460 км (550 км)                                                  | 2500 км                                                          | 1250 км                                                          | 1600 км (до 1850)                                                                           | 870 км                                                                                         | 1250 км                                                                                        | 1600 км (2400)                                                                                          | няма данни                                                                                              | 2500 км (~600) 472/509 км (H/K) | ~600 км (564)                                          |
| Дължина                                   | 5,56 м 6,25 м (със стартов ускорител)                                             | 5,56 м 6,25 м (със стартов ускорител)                            | 5,56 м 6,25 м (със стартов ускорител)                            | 5,56 м 6,25 м (със стартов ускорител)                            | 5,56 м 6,25 м (със стартов ускорител)                                                       | 5,56 м 6,25 м (със стартов ускорител)                                                          | 5,56 м 6,25 м (със стартов ускорител)                                                          | 5,56 м 6,25 м (със стартов ускорител)                                                                   | 5,56 м 6,25 м (със стартов ускорител)                                                                   | 5,84 м (5,94) | 4,88 м                                                 |
| Размах на крилата                         | 2,62 м                                                                            | 2,62 м                                                           | 2,62 м                                                           | 2,62 м                                                           | 2,62 м                                                                                      | 2,62 м                                                                                         | 2,62 м                                                                                         | 2,62 м                                                                                                  | 2,62 м                                                                                                  | 2,62 м | 2,62 м                                                 |
| Диаметър                                  | 531 мм (518)                                                                      | 531 мм (518)                                                     | 518 мм                                                           | 531 мм (518)                                                     | 531 мм (518)                                                                                | 531 мм (518)                                                                                   | 531 мм (518)                                                                                   | 531 мм (518)                                                                                            | 531 мм (518)                                                                                            | 531 мм (518) | 531 мм (518)                                           |
| Маса                                      | 1180 кг 1450 кг (с СДУ)                                                           | 1180 кг 1450 кг (с СДУ)                                          | 1200 кг 1470 кг (с СДУ)                                          | 1310 кг 1590 кг (с СДУ)                                          | 1450 кг                                                                                     | 1220 кг 1490 кг (с СДУ)                                                                        |                                                                                                | ~1500 кг                                                                                                | 1200 кг                                                                                                 | 1315 кг (H) 1193 кг (K) | 1009 кг                                                |
| Запас гориво                              |                                                                                   |                                                                  |                                                                  | ~365 кг                                                          | ~465 кг                                                                                     | ~365 кг                                                                                        | ~465 кг                                                                                        | | | ~205 кг | ~205 кг                                                |
| Скорост на полета                         | до 880 км/ч (0,5 – 0,75 М)                                                        | до 880 км/ч (0,5 – 0,75 М)                                       | до 880 км/ч (0,5 – 0,75 М)                                       | до 880 км/ч (0,5 – 0,75 М)                                       | до 880 км/ч (0,5 – 0,75 М)                                                                  | до 880 км/ч (0,5 – 0,75 М)                                                                     | до 880 км/ч (0,5 – 0,75 М)                                                                     | до 880 км/ч (0,5 – 0,75 М)                                                                              | до 880 км/ч (0,5 – 0,75 М)                                                                              | до 880 км/ч (0,5 – 0,75 М) | до 880 км/ч (0,5 – 0,75 М)                             |
| Маршев двигател                           | Двуконтурен ТРД Williams International F107-WR-400 с тяга 2,7 кН                  | Двуконтурен ТРД Williams International F107-WR-400 с тяга 2,7 кН | Двуконтурен ТРД Williams International F107-WR-400 с тяга 2,7 кН | Двуконтурен ТРД Williams International F107-WR-400 с тяга 2,7 кН | ТРДД Williams F107-WR-402 с тяга 3,1 кН                                                     | ТРДД Williams F107-WR-400 с тяга 2,7 кН                                                        | ТРДД Williams F107-WR-402 с тяга 3,1 кН                                                        | ТРДД Williams F415-WR-400/402 с тяга 3,1 кН                                                             | ТРДД Williams F415-WR-400/402 с тяга 3,1 кН                                                             | ТРД Teledyne Turbine Engines J402-CA-401 с тяга 3,0 кН                                                                             | ТРД Teledyne Turbine Engines J402-CA-401 с тяга 3,0 кН |
| Стартов двигател                          | РДТГ Atlantic Research Mk 106 с тяга 26,7 кН в течение на 12 с                    | РДТГ Atlantic Research Mk 106 с тяга 26,7 кН в течение на 12 с   | РДТГ Atlantic Research Mk 106 с тяга 26,7 кН в течение на 12 с   | РДТГ Atlantic Research Mk 106 с тяга 26,7 кН в течение на 12 с   | РДТГ Atlantic Research Mk 106 с тяга 26,7 кН в течение на 12 с                              | РДТГ Atlantic Research Mk 106 с тяга 26,7 кН в течение на 12 с                                 | РДТГ Atlantic Research Mk 106 с тяга 26,7 кН в течение на 12 с                                 | РДТГ Mk 135                                                                                             | РДТГ Mk 135                                                                                             | няма | няма                                                   |
| Бойна част                                | ядрена W80 (5 – 200 кт), 110 кг                                                   | полубронебойна WDU-25/B, 450 кг (от Bullpup B)                   | ядрена W84 (5 – 150 кт)                                          | полубронебойна WDU-25/B, 450 кг                                  | ОФБЧ WDU-36/B, 340 кг (ВВ – PBXN-107)                                                       | касетъчна 166 БЕ с комбинирано действие BLU-97/B Combined Effects Bomb (по 1,5 кг) в 24 касети | касетъчна 166 БЕ с комбинирано действие BLU-97/B Combined Effects Bomb (по 1,5 кг) в 24 касети | ОФБЧ WDU-36/B, 340 кг (PBXN-107 Type 2)                                                                 | проникваща WDU-43/B                                                                                     | AGM-109H: 28 бетонобойни БЕ BLU-106/B BKEP по 19 кг (58 БЕ TAAM, всичко 481 кг) AGM-109K: осколочно-фугасна WDU-25A/B 450 кг (425) | ОФБЧ WDU-7/B 295 кг (Проникваща WDU-18/B Condor)       |
| Система за управление на маршевия участък | инерционна (ИНС) с корекция по контура на релефа на местността (TERCOM AN/DPW-23) | ИНС                                                              | ИНС + TERCOM                                                     | ИНС P-1000 + TERCOM AN/DPW-23                                    | ИНС RPU (на пръстенов ПЛЖ) + корекция от TERCOM AN/DPW-23 и приемник за NAVSTAR (5-канален) | ИНС P-1000 + TERCOM AN/DPW-23                                                                  | ИНС RPU (на пръстенов ПЛЖ) + коррекция от TERCOM AN/DPW-23 и приемник за NAVSTAR (5-канален)   | ИНС (на ЖОВ) + защитен от смущения NAVSTAR + TERCOM + двустранна спътникова свръзка (на УКВ) с носителя | ИНС (на ЖОВ) + защитен от смущения NAVSTAR + TERCOM + двустранна спътникова свръзка (на УКВ) с носителя | БИНС LN-35 (на ПЛЖ) + TERCOM AN/DPW-23                                                                                             | БИНС LN-35 (на ПЛЖ) + TERCOM AN/DPW-23                 |
| Система за насочване във финалния участък |                                                                                   | АРЛГСН AN/DSQ-28 (10 – 20 ГХц)                                   |                                                                  | ОЕСК по цифрови карти на местността AN/DXQ-1 (DSMAC)             | ОЕСК DSMAC IIA                                                                              | ОЕСК AN/DXQ-1 (DSMAC)                                                                          | ОЕСК DSMAC IIA                                                                                 | ОЕСК DSMAC IV                                                                                           | ОЕСК DSMAC IV                                                                                           | ОЕСК DSMAC II + ИЧГСН (IIR, при AGM-109K/L)                                                                                        | ОЕСК DSMAC II + ИЧГСН (IIR, при AGM-109K/L)            |
| Точност (КВО)                             | 80 м (35 м)                                                                       |                                                                  | 80 м                                                             | 20 – 25 м (10 м)                                                 | 10 – 15 м (8 м)                                                                             | 20 – 25 м (10 м)                                                                               | 10 – 15 м                                                                                      | 5 – 10 м                                                                                                | 5 – 10 м                                                                                                | |                                                        |

## Аналози
- 3М10
- 3М14
- Циркон (3М22)
- Missile de croisière naval

### Рускоезични
- Крылатая ракета „Tomahawk“ BGM-109 A/С/D //   ИС „Ракетная техника“ БГТУ.  Архивиран от оригинала на 26 февруари 2012. Посетен на 14 юни 2010. (на руски)
- Противокорабельная ракета „Tomahawk“ BGM-109 B/E //   ИС „Ракетная техника“ БГТУ.  Архивиран от оригинала на 26 февруари 2012. Посетен на 14 юни 2010. (на руски)
- Томагавк Архив на оригинала от 2009-03-04 в Wayback Machine. Сайт „Энциклопедия кораблей“ ((ru))
- Американские ракеты бьют по больному месту России (перевод). Российский стратегический паритет с США Архив на оригинала от 2007-09-27 в Wayback Machine. zavtra.com.ua ((ru))
- Возможный исход ядерного столкновения США и РФ Архив на оригинала от 2007-09-27 в Wayback Machine. zavtra.com.ua ((ru))
- «Крылатые ракеты: можно ли с ними бороться?», Анатолий Соколов, ВОЙНА и МИР ((ru))
- Мобильные „Тополя“ под прицелом „Tomahawk“ ((ru))

### На английски език
- Tomahawk BGM-109 ((en))
- Raytheon Missile Systems Tomahawk Cruise Missile //   Оф. сайт компании Raytheon.  Архивиран от оригинала на 26 февруари 2012. Посетен на 14 юни 2010. (на английски)
- Andreas Parsch. Raytheon (General Dynamics) AGM/BGM/RGM/UGM-109 Tomahawk //   Сайт Designation-Systems.net, 2004.  Архивиран от оригинала на 26 февруари 2012. Посетен на 14 юни 2010. (на английски)
- BGM-109 Tomahawk //   Сайт GlobalSecurity.org, 27 апреля 2005. Посетен на 14 юни 2010. (на английски)
- Greg Goebel. Cruise Missiles. ALCM & SLCM //   Greg Goebel's IN THE PUBLIC DOMAIN.  Архивиран от оригинала на 26 февруари 2012. Посетен на 14 юни 2010. (на английски)
- Fact File The US Navy ((en))
- CSIS Missile Threat – Tomahawk Cruise Missile ((en))

|  | Тази страница частично или изцяло представлява превод на страницата „Томагавк (ракета)“ в Уикипедия на руски. Оригиналният текст, както и този превод, са защитени от Лиценза „Криейтив Комънс – Признание – Споделяне на споделеното“, а за съдържание, създадено преди юни 2009 година – от Лиценза за свободна документация на ГНУ. Прегледайте историята на редакциите на оригиналната страница, както и на преводната страница, за да видите списъка на съавторите. ВАЖНО: Този шаблон се отнася единствено до авторските права върху съдържанието на статията. Добавянето му не отменя изискването да се посочват конкретни източници на твърденията, които да бъдат благонадеждни. |